# A Fortune in Lies
"A Fortune in Lies" je prva pjesma s albuma When Dream and Day Unite (izdan 1989. godine) američkog progresivnog metal sastava Dream Theater. Osim na studijskom izdanju, pjesma se još nalazi na singlu "Another Day", EP izdanju Live at the Marquee i DVD video izdanju Images and Words: Live in Tokyo. Tekst pjesme napisao je Petrucci, a govori o njegovom prijatelju koji je zbog krađi završio u zatvoru i što je naučio iz tog iskustva.
Neki kritičari smatraju skladbu najboljom izvedbom na albumu, dok u recenziji internetske stranice Sputnik Music stoji kako intrumentalni dio skladbe ima najviše žestine u melodiji naspram ostalih izvedbi.
Ponekad je na uživo izdanjima (kao što se može i čuti na izdanju Live at the Marquee) pjevač James LaBrie znao otpjevati i pokoji F#5 ton, što se smatra najvišom notom u njegovu rasponu glasa.

## Izvođači
- Charlie Dominici – vokali
- John Petrucci – električna gitara
- John Myung – bas-gitara
- Mike Portnoy – bubnjevi
- Kevin Moore – klavijature

#### Internet
1. ↑  Dream Theater - When Dream And Day Unite review (engleski). Metal Storm. Inačica izvorne stranice arhivirana 18. veljače 2008. Pristupljeno 3. listopada 2009.
2. ↑  Dream Theater When Dream And Day Unite (engleski). Sputnikmusic. Pristupljeno 3. listopada 2009.

#### Ostalo
- I can remember when, dokumentarac Dream Theatera. Preuzeto 3. listopada 2009.